# 大和抚子教育
《大和抚子教育》（日语：大和撫子エデュケイション）是Triple Booking的单曲，2010年7月21日由STARCHILD发行。

## 概要
电视动画《妄想学生会》第一季片头曲，由日笠阳子、矢作纱友里和佐藤聪美演唱。但三人并非以《妄想学生会》中角色的名义，而是以氏家ト全另一部作品《怪怪演藝事務所》中的偶像团体“Triple Booking”的名义演唱（三人同时为《妄想学生会》中樱才学园学生会女性成员以及“Triple Booking”成员的声优）；然而CD封面图案仍然为《妄想学生会》中樱才学园学生会女性成员。单曲在Oricon公信榜周榜最高排名第28位。

## 收录曲目
（括号中的翻译仅供参考，并非官方翻译。）
1. （大和抚子教育）
  - 作词：Kodama Saori，作曲：山口朗彦（日语：山口朗彦），編曲：菊谷知樹
2. （情热之花）
  - 作词、作曲：高桥菜菜，编曲：YUPA（日语：Yu-pan）
  - 《妄想学生会》第一季第6话插入曲。
3. （Off vocal）
4. （Off vocal）